# The Green Turtle
The Green Turtle (Tortue Verte) est un personnage de fiction et un super-héros publié par Blazing Comics. Il a été créé par Chu F. Hing et est apparu pour la première fois dans Blazing Comics en 1944.
Le super-héros Green Turtle, combattant les forces japonaises en Chine pendant la guerre, est apparu dans les cinq premiers numéros de Blazing Comics (juin 1944 – mars 1945) avant que la série ne soit arrêtée après six numéros et que le personnage ne tombe ensuite dans le domaine public.

## Histoire du personnage

### Origine
The Green Turtle aide les Chinois dans la guerre de guérilla contre les envahisseurs japonais pendant la Seconde Guerre mondiale. Il porte une cape verte avec un motif de carapace de tortue. D’après les rumeurs, Hing voulait d'abord faire de lui un héros chinois, mais son éditeur ne l'a pas permis, pensant qu'il n'y avait pas un marché suffisant pour un super-héros asiatique, si bien que Hing n'a jamais dessiné le personnage sans son masque ou a usé de procédés divers comme jouer de l'angle de vue pour dissimuler l’identité de son héros. Il a un acolyte, Burma Boy, un jeune mendiant sauvé par Green Turtle d'une exécution par l'armée Japonaise. Il avait également un domestique, Wun-Too.
Les Chinois l'appellent Ching Quai (青龜), la Tortue Verte en mandarin.
L'identité secrète de la Tortue Verte n'a jamais été révélée, et les lecteurs n'ont jamais vu le visage du personnage sans masque. The Shadow Hero de Gene Luen Yang lui donne l'identité du sino-américain Hank Chu.

## Pouvoirs et capacités
Green Turtle n'a pas de pouvoirs spéciaux, mais est un lutteur habile, et il pilote un "Avion tortue". Il porte une grande cape verte, avec un emblème de tortue. Parfois, il est représenté avec une immense et sombre silhouette noire de tortue derrière lui. Cependant, la signification de cette apparition n'a jamais été établie. Il porte également une dague en jade dans un fourreau à sa ceinture, bien qu’il ne soit jamais montré en train de l’utiliser.

## Autres apparitions
En 2014, Gene Luen Yang et Sonny Liew ont créé une  mini-série de six numéros The Shadow Hero pour faire revivre The Green Turtle, lui donner une identité dans le contexte historique de la Chinatown de San Francisco. La série joue avec humour des stéréotypes sur les immigrés chinois et leurs familles aux États-Unis. Une édition paperback, rassemblant les six comics, a été publiée par First Second Books en 2014.
En 2017, la chaîne de restaurants chinois Panda Express a distribué le comic inédit Shadow Hero Comics #1 dans le cadre d'une campagne pour le Mois du patrimoine des Américains d'origine asiatique et des îles du Pacifique. Destinée à un public plus jeune que l'œuvre précédente, cette histoire présente une nouvelle partenaire pour le héros : Miss Stardust. Bien qu'elle ait l'apparence d'une femme blanche aux cheveux blonds, elle est en réalité une extraterrestre ayant fui sa planète natale, ce qui la place dans une situation semblable à celle du Green Turtle,.
En 2018, Green Turtle a été réimaginé dans The Liberty Brigade, une initiative réunissant des personnages tombés dans le domaine public dans de nouvelles aventures. Le projet a été financé par une campagne de financement participatif sur Kickstarter. Dans cette version, le héros est Yong Shi, un guerrier immortel de la Chine du XIIIe siècle, durant la dynastie Yuan. Selon cette nouvelle mythologie, Yong Shi fut béni par les dieux Pangu et Nuwa après une prière désespérée, recevant la mission de protéger la Chine. Actif depuis plus de 700 ans, Yong Shi a également combattu pendant la Seconde Guerre mondiale, où il a commencé à combattre aux côtés d'autres héros dans l'équipe de la Liberty Brigade.